# Sindrome di Saethre-Chotzen
La sindrome di Saethre-Chotzen, nota anche come acrocefalosindattilia di tipo 3, è una malattia genetica rara caratterizzata da craniosinostosi (prematura chiusura delle suture presenti tra le ossa del cranio) che sono causa di una forma anomala di viso e cranio: la testa degli affetti dalla sindrome tende a una forma conica, con un'asimmetria facciale più o meno grave. La malattia comporta anche ptosi palpebrale, ipertelorismo oculare e sindattilia alle mani e ai piedi. Gli individui con una forma particolarmente grave della sindrome presentano un ritardo mentale lieve o moderato. A seconda dell'entità delle anomalie provocate dalla sindrome, gli individui affetti possono necessitare di cure chirurgiche. La maggior parte dei malati, comunque, può vivere una vita relativamente normale.

## Epidemiologia e storia
Nel 1931 Haakon Saethre, uno psichiatra norvegese, descrisse caratteristiche fenotipiche simili tra una madre e le sue due figlie: tutte e tre avevano un volto allungato con tratti somatici anomali, dita corte e sindattilia bilaterale tra indice e medio, nonché tra secondo, terzo e quarto dito di ciascun piede. Un anno più tardi F. Chotzen, uno psichiatra tedesco, descrisse un'altra famiglia (un padre e i suoi due figli) con caratteristiche simili a quelle delle tre persone descritte da Saethre, con però la presenza anche di ritardo mentale lieve, di ipoacusia e di bassa statura. Dall'unione delle loro osservazioni, in principio esposte singolarmente, derivò il nome (Saethre-Chotzen appunto) della sindrome.
La Saethre-Chotzen è la causa sindromica delle craniosinostosi più frequente, in quanto ha un'incidenza stimata di un caso ogni 25 000-50 000 nati vivi. Non ha predilezioni di sesso o di razza. Se un genitore ha una copia del gene mutata, questi ha il 50% di possibilità di trasmetterla al figlio, il quale manifesterebbe di conseguenza la sindrome (nel restante 50% dei casi il bambino è sano). Se entrambi i genitori hanno una copia del gene mutata, il figlio nel 50% sviluppa la sindrome in eterozigosi, nel 25% sviluppa la sindrome in omozigosi e quindi il feto va incontro ad aborto spontaneo, nel restante 25% non presenta la malattia. In rari casi si hanno mutazioni de novo, che sono talmente isolate che non è possibile stabilirne l'effettiva occorrenza all'interno della popolazione generale.

## Eziologia

La sindrome si manifesta quando c'è una mutazione del cromosoma 7 nella regione 7p21

La malattia ha una trasmissione autosomica dominante, anche se talvolta avviene una microdelezione de novo a livello del braccio corto del cromosoma 7 (che contiene il locus genico 7p21, la cui alterazione è responsabile della sindrome): i bambini con la mutazione de novo tipicamente hanno un ritardo mentale più severo e anomalie craniofacciali inusuali per gli individui affetti dalla sindrome. Un'età avanzata dei genitori può aumentare il rischio di tale mutazione cromosomica.
L'analisi dei geni associati e il riarrangiamento cromosomico dimostrano che la causa della sindrome è da ricercarsi in una mutazione a carico del fattore di trascrizione TWIST collocato sul braccio corto del cromosoma 7. Questo gene codifica per una proteina con struttura ad elica-ansa-elica che controlla lo sviluppo del mesenchima durante lo sviluppo, a livello embrionario, del tubo craniale. Le mutazioni possono essere missenso, nonsenso e mutazioni/delezioni che possono o accorciare, o rompere il sistema di elica-ansa-elica necessario per preservare la corretta funzionalità della proteina. La maggior parte degli individui Saethre-Chotzen hanno un'unica, grande delezione a livello del locus genico 7p21.
Si è osservato nei topi che il gene TWIST partecipa alla corretta formazione di cranio, viso, arti superiori e arti inferiori; i topi con mutazione in entrambe le copie del gene venivano spontaneamente abortiti, mentre i topi con mutazione in una sola copia del gene sopravvivevano. Ulteriori indagini hanno dimostrato che nelle cavie sopravvissute vi erano moderati difetti del cranio e delle zampe, molto simili a quelli osservabili nella sindrome di Saethre-Chotzen nel viso, nel cranio e degli arti degli esseri umani. Il gene TWIST nel topo è collocato nel cromosoma 12, che corrisponde al cromosoma 7 nel genoma umano. Dopo questi riscontri, i ricercatori hanno isolato il gene TWIST anche nei cromosomi umani e hanno in seguito elaborato una mappa genetica che ha dimostrato che la delezione osservabile negli individui con sindrome di Saethre-Chotzen è localizzata proprio sul locus genico che ospita il gene TWIST. Sono state finora individuate cinque diverse mutazioni del gene nel cromosoma umano: queste mutazioni sono presenti solo negli individui con caratteristiche fenotipiche della sindrome. Inoltre, studi condotti su insetti del genere Drosophila hanno dimostrato che il gene TWIST, se libero da mutazioni, attua una regolazione genica tramite un sistema di interazione con la doppia elica di DNA: la maggior parte delle mutazioni individuate in TWIST alterano i sistemi proteici di attacco tra il gene e il DNA, impedendo l'attivazione e la regolazione degli altri geni che concorrerebbero allo sviluppo corretto del cranio in epoca fetale.

## Clinica

### Segni e sintomi
La gamma di segni clinici della sindrome è vasta e la maggior parte degli individui con la sindrome presenta anomalie moderate, come difetti facciali asimmetrici (monolaterali) e un viso appiattito per via dello scarso sviluppo di orbite oculari, ossa zigomatiche e mandibola. Non è raro un ritardo della crescita negli affetti dalla sindrome, il che comporta spesso una statura inferiore alla media in età adulta. Se sono molte le suture a livello del cranio a chiudersi prematuramente, le deformità facciali sono più gravi.
A livello craniale si riscontrano tipicamente brachicefalia e acrocefalia; in alcuni casi è presente anche dolicocefalia. La distanza orizzontale tra la fronte e la nuca è inferiore al normale. L'attaccatura dei capelli tende ad essere molto alta, a dare una fronte alta ed ampia.
Sia nelle mani che nei piedi è facile trovare la fusione tra loro del secondo e del terzo dito (rispettivamente indice-medio e illice-trillice). Le dita (anche quelle non interessate dalla fusione) tendono ad essere corte. Il pollice e l'alluce sono spesso ingrossati ed è frequente il riscontro di alluce valgo. Ci sono inoltre alterazioni delle pieghe del palmo della mano.
A livello oculare si rilevano spesso strabismo (dovuto ad anomalie dei muscoli extraoculari), ipertelorismo, stenosi del dotto lacrimale, ptosi palpebrale, miopia, epicanto, blefarofimosi, atrofia del nervo ottico e astigmatismo.

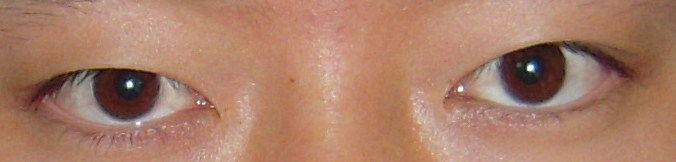
Bambina con epicanto

Illustrazione di cheiloschisi e palatoschisi

Frequenti sono le alterazioni anche a livello di orecchie, naso e bocca: l'impianto delle orecchie è spesso basso, con rotazione indietro e prominenza del padiglione auricolare; la deviazione del setto nasale porta ad avere il naso "a becco", appuntito e leggermente piegato sulla punta; possono esserci malocclusioni per via di una cheiloschisi, di un'iperodonzia (denti in sovrannumero) o di un'ipoplasia dello smalto dentale.
Altri segni della sindrome, meno frequenti di quelli sinora citati, sono bassa statura, fusione tra loro di vertebre, cardiopatie congenite, difficoltà nel linguaggio, atresia anale (dovuta a una malformazione del retto), criptorchidismo, disturbi della personalità e varie anomalie renali.

### Cause ed effetti della craniosinostosi

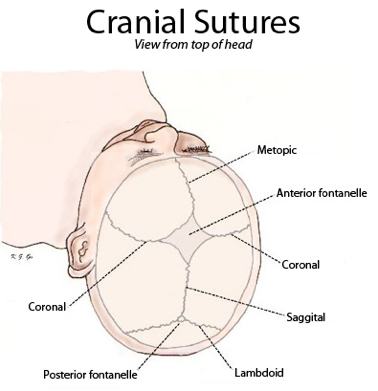
Suture del cranio viste dalla sommità del capo

Il neurocranio è costituito da tre parti fondamentali: la base (osso occipitale), la porzione anteriore (osso frontale) e le ossa laterali (parietali e temporali) della testa. La maggior parte delle ossa craniali prende già contatto con le ossa limitrofe prima della nascita, tuttavia le ossa temporali e parietali normalmente sono tra loro separate da suture, che rimangono aperte per garantire una moderata malleabilità della testa, la quale facilita il parto. Quando il cervello rallenta il suo sviluppo le suture iniziano a chiudersi, completando la chiusura entro i 2 anni di vita.
Nei pazienti affetti dalla sindrome di Saethre-Chotzen, invece, la sutura coronale che separa le ossa temporali dalle ossa parietali si chiude prematuramente, a volte addirittura prima della nascita. Se questa chiusura avviene da un solo emilato o comunque in modo asimmetrico, la fronte e il volto risulteranno a loro volta asimmetrici. I soggetti affetti dalla sindrome hanno una testa "appuntita" (acrocefalia) poiché il loro cervello cresce più rapidamente del loro cranio; ciò comporta un aumento della pressione intracranica e quindi le ossa craniche tendono a spostarsi verso l'esterno e verso l'alto per consentire la fisiologica espansione cerebrale. Le maggiori asimmetrie facciali conseguenti a questo processo sono a livello degli occhi e delle guance.
Per via della fronte anormale (alta e schiacciata), le varie componenti del volto hanno uno spazio ridotto per svilupparsi; ciò si sostanzia in orbite oculari poco profonde (che a loro volta provocano ipertelorismo oculare) e in zigomi poco pronunciati. La ptosi palpebrale, comune negli individui con la sindrome, accentua l'asimmetria facciale generale.

### Esami di laboratorio e strumentali
La diagnosi clinica della sindrome è basata sull'esame obiettivo dei difetti strutturali a livello osseo; ci si avvale anche di radiografia, tomografia computerizzata e risonanza magnetica nucleare per valutare meglio le deformità.
In genetica molecolare si può diagnosticare la sindrome tramite l'analisi del gene TWIST che può avvenire per analisi della sequenza genomica (che può identificare le delezioni e le mutazioni) e per ibridazione fluorescente in situ. L'analisi della sequenza dell'esone 1 del gene TWIST1 può fornire indicazioni circa la frequenza delle mutazioni: queste ultime possono essere missenso (un singolo nucleotide muta e pertanto quella porzione di gene codifica per un diverso amminoacido), nonsenso (la mutazione nucleotidica origina un "codone di stop" che blocca la trascrizione della proteina), mutazioni nel sito di splicing e delezioni o inserzioni intrageniche. I sistemi di analisi di delezioni e duplicazioni coinvolgono la reazione a catena della polimerasi, la MLPA (variante della PCR che si avvale di un solo paio di primers nella fase iniziale) e il microarray. Tramite l'ibridazione fluorescente in situ è possibile individuare le traslocazioni e le inversioni a livello della regione 7p21 del cromosoma 7, il quale in rari casi si presenta come cromosoma ad anello (questa evenienza è spesso causa di ritardo mentale negli affetti dalla sindrome). Test citogenetici e test genetici diretti possono essere condotti per studiare ulteriormente le alterazioni geniche/cromosomiche del caso. Il test genetico diretto, in particolare, può richiedere sangue, capelli, pelle o liquido amniotico o altri tessuti dell'individuo di cui si sospetta la sindrome (in particolare, un prelievo di sangue per l'individuazione e il successivo studio del gene TWIST1 è spesso effettuato in caso di sospetto diagnostico).

### Diagnosi differenziale
La malattia si pone in diagnosi differenziale con altre patologie congenite, come:
- La sindrome di Robinow-Sorauf, caratterizzata da ipertelorismo oculare, setto nasale deviato, sindattilia, strabismo convergente ed epicanto.
- La sindrome di Muenke, con ipertelorismo oculare, ipoacusia fino alla sordità, cranio allargato, zigomi piatti e impianto basso delle orecchie.
- La sindrome di Crouzon, con ipertelorismo oculare, testa piccola e allargata, ipoacusia, bulbi oculari prominenti, naso appuntito, impianto basso delle orecchie, strabismo, mento protruso, ossa del femore e dell'omero accorciate.
- La sindrome di Pfeiffer, con ipertelorismo oculare, bulbi oculari prominenti, sordità, naso appuntito, micrognazia e retrognazia.
- La sindrome di Apert con ipertelorismo oculare, fronte prominente, nuca appiattita, esoftalmo, impianto basso delle orecchie, volto piatto o concavo, sindattilia e pollici corti.
- La sinostosi coronale isolata unilaterale, che può portare ad asimmetrie facciali simili a quelle della sindrome di Saethre-Chotzen se non trattata nei primi mesi di vita.
- La sindrome di Baller-Gerold con microcefalia, esoftalmo, fronte piatta, poichilodermia (alterazioni nella pigmentazione della pelle), deformità del radio con un ridotto numero di dita delle mani, ritardo globale dello sviluppo, ridotto o assente sviluppo del pollice.

### Diagnosi precoce
È possibile la diagnosi prenatale della malattia ma essa viene effettuata molto di rado; inoltre è attuabile solo se la mutazione genetica che causa la malattia è già stata isolata nel genoma dei familiari anch'essi affetti dalla sindrome. Il test prenatale è in genere effettuato alla 15ª-18ª settimana di gravidanza con prelievo del DNA del feto tramite amniocentesi, ma può essere effettuato ancora più precocemente (a 10-12 settimane di gravidanza) con una villocentesi. È sempre più frequente l'impiego di ultrasuoni che possono far rilevare nel feto le anomalie craniali tipiche della malattia.

## Trattamento

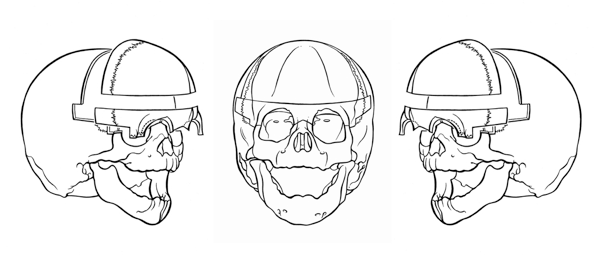
Segmenti ossei che vengono rimossi per consentire l'avanzamento fronto-sopraorbitale

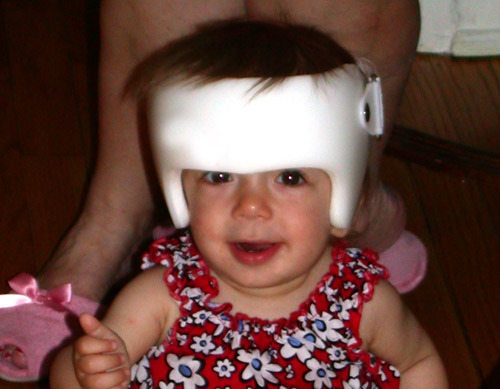
Una bambina che indossa il casco per facilitare il rimodellamento osseo dopo l'intervento chirurgico

Le anomalie scheletriche della sindrome sono in genere modeste e richiedono interventi chirurgici minori, o non richiedono intervento del tutto; la brachidattilia e la sindattilia generalmente non limitano la funzionalità delle dita; la sindattilia può rallentare la crescita delle mani durante l'infanzia, tuttavia è raro che questo ritardo incida sulla capacità di usare correttamente mani e dita. Spesso le persone affette dalla sindrome hanno dita dei piedi allargate, poiché le ossa della punta di queste dita tendono a duplicare; ciò si nota più frequentemente a livello dell'alluce, ma non richiede interventi chirurgici correttivi, in quanto non impatta sulla normale funzionalità del piede e sulla normale deambulazione.
Nei casi più severi della malattia, invece, sono richiesti frequenti interventi chirurgici e un monitoraggio costante durante l'età dello sviluppo: un bambino nato con craniosinostosi coronale unilaterale con marcata asimmetria può essere sottoposto a un intervento di cranioplastica durante i primi anni di vita, per impedire l'eccessivo aumento di pressione endocranica e la progressiva accentuazione dell'asimmetria craniofacciale. Tramite la cranioplastica, le ossa del neurocranio fuse insieme vengono divise e poi di nuovo apposte in una disposizione che deve ricalcare il più fedelmente possibile quella tipica negli individui sani; la cranioplastica, perciò, ha rispettivamente un'utilità preventiva (ridurre gli aumenti di pressione intracranica) e un'utilità estetica (evitare il peggioramento delle dismorfie). A seguito degli interventi di cranioplastica, i bambini dovrebbero indossare un elmetto con funzione sia protettiva, sia di contenimento delle ossa appena operate per facilitarne il rimodellamento e uno sviluppo normale; tale caschetto deve essere tenuto mediamente per circa tre mesi.
La struttura anormale del cranio può condurre anche a vizi di rifrazione più o meno gravi (in concomitanza a volte di un danno al nervo ottico); con appropriate operazioni chirurgiche si può correggere l'eventuale stenosi del dotto lacrimale, così come la ptosi palpebrale (la quale, se non trattata, è frequentemente causa di ambliopia).
Possono essere effettuati interventi di chirurgia mesofacciale durante l'infanzia per ridurre gli eventuali problemi nella deglutizione, nella respirazione e nella malocclusione dentale. Se la cheiloschisi è grave, può essere corretta mediante un intervento che prevede anche l'impiego di un drenaggio transtimpanico. Per correggere i difetti dentali ci si avvale di apparecchi ortodontici che, nel caso di individui affetti dalla sindrome di Shaetre-Chotzen, andrebbero impiantati a sviluppo fisico concluso.